# Jessica Fishlock
Jessica Anne Fishlock MBE (* 14. Januar 1987 in Cardiff) ist eine walisische Fußballspielerin, die seit der Spielzeit  2013 beim Seattle Reign FC unter Vertrag steht. Sie ist walisische Rekordnationalspielerin, Rekordtorschützin und Torschützin des ersten Tores bei einer Europameisterschaft.

## Karriere

### Vereine
Sie begann ihre Profikarriere beim Cardiff City LFC und spielte dort, mit einem kurzen Abstecher zur Mannschaft der Newport Strikers, bis zum Jahr 2007. Im Anschluss absolvierte Fishlock eine Saison für den Bristol Academy WFC und zog 2008 weiter in die niederländische Eeredevisie zu AZ Alkmaar. Mit Alkmaar gewann sie zweimal die Meisterschaft.
Im Jahr 2011 kehrte Fishlock nach Bristol zurück, um dort in der neugegründeten FA WSL zu spielen. Im November 2012 schloss sie sich dem australischen W-League-Teilnehmer Melbourne Victory an.
Anfang 2013 wurde sie als sogenannter Free Agent für die neugegründete NWSL von Seattle verpflichtet. Ihr Ligadebüt gab Fishlock am 14. April 2013 gegen die Chicago Red Stars, ihren ersten Treffer in der NWSL erzielte sie am 21. April gegen den Portland Thorns FC. Im Sommer 2013 kehrte sie auf Leihbasis auf die britische Insel zurück und unterschrieb einen dreimonatigen Leihvertrag beim Glasgow City LFC, mit dem sie im Achtelfinale der Champions League am Arsenal LFC scheiterte. Zur Saison 2013/14 der australischen W-League kehrte sie, ebenfalls auf Leihbasis, zu Melbourne Victory zurück und errang dort am Saisonende die Meisterschaft.
Zur Saison 2014/15 der Frauen-Bundesliga wechselte Fishlock leihweise zum 1. FFC Frankfurt, kehrte jedoch absprachegemäß schon vor Saisonende nach Seattle zurück. In den beiden darauffolgenden Jahren verbrachte sie die spielfreie Zeit der NWSL beim Melbourne City FC in der australischen W-League. 2015/16 gewann sie hierbei ihre zweite australische Meisterschaft. Im darauffolgenden Jahr war sie zunächst als spielende Co-Trainerin aktiv und rückte im Januar 2017 bis Saisonende zur Interims-Spielertrainerin der Mannschaft auf.

### Nationalmannschaft
Fishlock spielt für die walisische Nationalmannschaft und nahm mit dieser unter anderem an den Algarve-Cups 2009, 2011, 2012 und 2013 teil. Am 5. April 2017 machte sie beim 3:1 gegen Nordirland als erste Waliserin ihr 100. Länderspiel.
Am 16. Juli 2024 überbot sie mit ihrem 45. Länderspieltor für Wales den Rekord von Helen Ward.
Am 3. Dezember 2024 qualifizierte sie sich ihrer Mannschaft mit einem 2:1-Auswärtssieg in den Play-offs gegen Irland für die EM 2025 und damit erstmals für ein großes Fußballturnier. Sie wurde in den drei Spielen der Waliserinnen eingesetzt, schied aber mit der Mannschaft nach der Vorrunde aus. Im zweiten Spiel der Gruppe D erzielte sie mit dem 1:1-Ausgleichstor in der 13. Minute bei der 1:4-Niederlage gegen die Nationalmannschaft Frankreichs das erste Tor ihrer Mannschaft bei der Premierenteilnahme an einer Europameisterschaft. Sie ist mit 38 Jahren und 176 Tagen die älteste Torschützin bei EM-Endrunden.

## Erfolge
- 2008/09, 2009/10: Gewinn der niederländischen Meisterschaft mit AZ Alkmaar.
- 2013/14: Gewinn der australischen Meisterschaft mit Melbourne Victory.
- 2015/16, 2016/17: Gewinn der australischen Meisterschaft mit dem Melbourne City FC.
- 2018/19: Gewinn der UEFA Women’s Champions League

## Auszeichnungen
- Im Dezember 2018 wurde sie mit dem Order of the British Empire ausgezeichnet.[7]
- Juli 2024: Fellowship of Aberystwyth University[8]

## Privates
Seit Dezember 2023 ist Fishlock mit der Fußballspielerin Tziarra King verheiratet.